# Wstrząs pourazowy
Wstrząs pourazowy – zespół zaburzeń homeostazy organizmu pod wpływem silnego urazu. Objawia się poważnym spadkiem ciśnienia tętniczego, co prowadzi do niedotlenienia tkanek i ogólnego załamania sił życiowych całego organizmu. Wstrząs jest najczęściej spowodowany silnym urazem połączonym z utratą dużej ilości krwi i osocza (krwotoki, zmiażdżenia, duże złamania, oparzenia).
Wstrząs jest zawsze bardzo niebezpieczny, a występowanie takich okoliczności, jak wychłodzenie organizmu, czy duża odległość od pomocy medycznej, jeszcze to zagrożenie zwiększają. Wstrząs objawia się najpierw wstępnym podnieceniem (bezpośrednio po urazie), po którym chory staje się otępiały i obojętny wobec otoczenia. Tętno jest przyspieszone, słabo wyczuwalne. Dochodzi do zmniejszenia reakcji źrenic na światło. Skóra blednie i sinieje. Temperatura ciała obniża się, chory może pokryć się tzw. "zimnym potem". Szczególnie brak reakcji na światło, rozszerzenie źrenic może świadczyć o niedokrwieniu mózgu.
Istotne jest zapobieganie możliwości powstania wstrząsu, który jest poważnym zagrożeniem życia dla ofiary wypadku. Dlatego w każdej sytuacji silnego urazu (szczególnie po silnych krwotokach i oparzeniach), należy zadbać o zapewnienie choremu poczucia bezpieczeństwa (nie zostawiać go samego!), spokoju, ciepła i opieki.
Chorego w takim stanie należy ułożyć możliwie płasko, ewentualnie z uniesionymi do góry nogami. Należy zapewnić mu spokój, ciepło (okrycie), ew. ciepłe napoje (wyłącznie jeżeli poszkodowany jest przytomny!). Absolutnie nie podawać alkoholu! Należy wezwać karetkę – najlepiej reanimacyjną, lub jak najszybciej starać się dostarczyć chorego do szpitala.